# The Color Orange
The Color Orange er et projekt og netværk, der blev etableret i 2008 af Jens Galschiøt for at sætte fokus på krænkelser af menneskerettighederne i Kina i anledning af De Olympiske Lege i Beijing august 2008. 

## Appel
”The Color Orange.net”  grundidé var at bruge den orange farve, som symbol på protesten mod krænkelserne af menneskerettighederne i Kina. 
The Color Orange ville give OL deltagerne, besøgende og den kinesiske befolkning mulighed for at sende et signal til verden om, at noget er galt i Kina ved hjælp af en orange hat, kamerataske, slips, kuglepen, papir, kjole, jakkesæt , taske osv. The Color Orange netværket beskrev det på denne måde, "Den strenge censur kan forbyde brugen af åbenlyse symboler på menneskerettighederne, men brugen af farven orange kan ikke forbydes."

## Happenings

### Skamstøtten  i Hongkong malet orange
The Color Orange aktivister i Hong Kong besluttede at  male  den otte meter høje Skamstøtten orange. Den er blevet et kendt mindesmærke over massakren på Den Himmelske Fredsplads og protest mod  krænkelse af menneskerettighederne i Kina.
Den danske kunstner Jens Galschiøt og hans medarbejdere tog et fly til Hong Kong for at hjælpe med at male skulpturen orange. Da flyet landede  26. april 2008, blev han nægtet adgang til Hong Kong i lufthavnen. Efter seks timers forhør og en omfattende presseomtale og parlamentsdebatter  blev kunstneren udvist.
Den kinesiske demokratibevægelse malede derefter selv skulpturen orange og satte derved fokus på menneskerettigheder i Kina og viste deres støtte til World Wide projektet TheColorOrange.net  om at bruge orange i forbindelse med De Olympiske Lege 2008 til at øge bevidstheden om krænkelserne af menneskerettighederne i Kina.
Studerende fra University of Hong Kong og kinesiske medlemmer af demokratibevægelsen, som har deres base i Hong Kong, malede skulpturen orange. I bevægelsen var bl.a. formanden for Hong Kong Trade Union, Cheuk Yan Lee, digteren Szeto Wah, Human Rights advokaten Albert Ho, aktivisten og kunstneren Longhair og adskillige Hong Kong parlamentsmedlemmer.

## Kinas OL hjemmeside hacket
The Color Orange har modtaget et anonymt telefonopkald, om at crackere ændrede overskrifterne på den officielle kinesiske OL-webside til orange, signalfarven på krænkelser af menneskerettighederne i Kina.

## Usain Bolt vandt 100 meter sprint iført et orange armbånd
Under sit legendariske 100 meter sprint var Usain Bolt iført et orange armbånd. Jens Galschiøt oplyser, at han ikke havde aftaler med Usain Bolt om at bære armbåndet. 
Den orange farve blev brugt af mange især i forbindelse med fakkeltoget igennem verden og bruges stadig inde i Kina for at sende et (hemmeligt) signal til verden om, at der er noget galt med menneskerettighederne i Kina.